# 仁川西部警察署
仁川西部警察署（インチョンソブけいさつしょ）は、仁川地方警察庁所管の警察署である。

## 管轄区域
- 西区

## 沿革
- 1990年10月5日 - 西部警察署として臨時庁舎に開署。
- 1991年9月18日 - 現庁舎に移転。
- 1994年1月31日 - 桂陽警察署開署に伴い。3派出所を移管。
- 2001年12月27日 - 仁川西部警察署に改称。

## 組織
- 警務課
- 生活安全課
- 警備交通課
- 刑事課
- 捜査課
- 情報保安課
- 女性青少年課

## 管轄地区隊
- 西串地区隊
- 石南地区隊
- 佳佐地区隊
- 黔丹地区隊

## 管轄派出所
- 佳石派出所